# Hans-Christian Ueberschaer

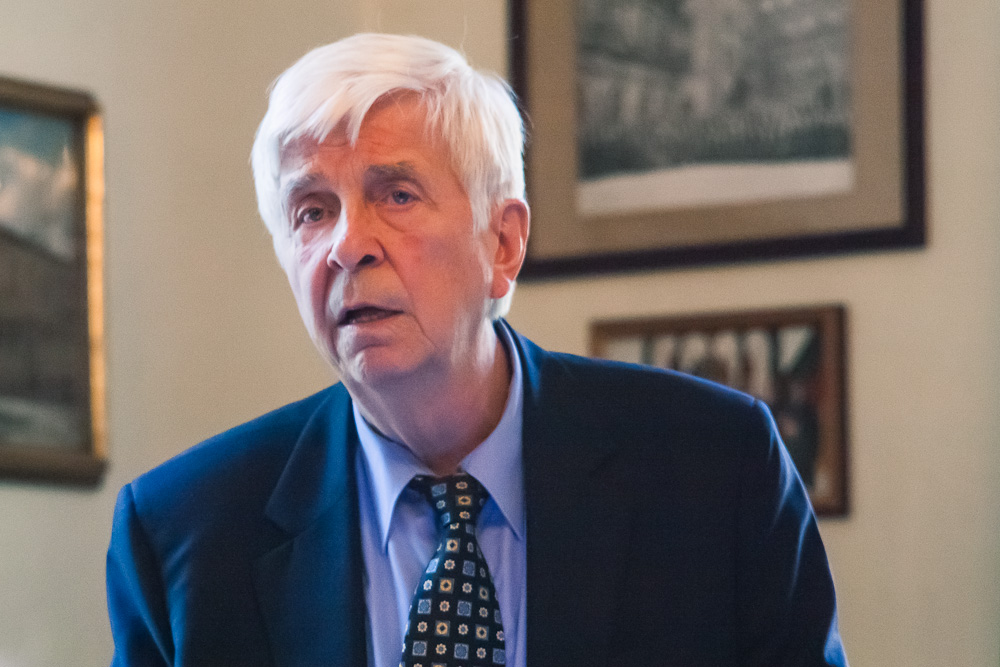
Hans-Christian Ueberschaer, 2013

Hans-Christian Ueberschaer (* 11. Juli 1936 in Görlitz) ist ein ehemaliger deutscher Botschafter.

## Leben
1967 war Hans-Christian Ueberschaer Legationssekretär im Büro Staatssekretär des Auswärtigen Amts und wurde am 3. August 1967 zum Legationsrat befördert. Am 10. Oktober 1967 wurde er in Wien akkreditiert.
Am 28. November 1974 unterzeichnete Hans-Christian Ueberschaer als Botschafter der deutschen Bundesregierung bei Jean-Bédel Bokassa, ein Kreditabkommen, nach dem der Kaiser von Zentralafrika, den Botschafter von Erich Honecker, Dr. Heinz Deutschland ausgewiesen hatte.
1979 war Hans-Christian Ueberschaer vortragender Legationsrat und Vertreter des Leiters des Referates 320 (Ost- und Südafrika) im Auswärtigen Amt. 1992 wurde der außerordentliche und bevollmächtigte Botschafter der Bundesrepublik Deutschland in Pretoria, Hans-Christian Ueberschaer, von Seiner Exzellenz, dem Staatspräsidenten der Republik Südafrika, Frederik Willem de Klerk, zur Überreichung seines Beglaubigungsschreibens empfangen.
Als am 7. Mai 1999 eine Northrop B-2 mit vier JDAMs die chinesische Botschaft in Belgrad traf, zwei Menschen tötete und 21 verletzte, war Hans-Christian Ueberschaer deutscher Botschafter in Peking. Am folgenden Samstag fanden sich vor der deutschen Botschaft zwei Personen ein, die mit einer Bildtafel gegen diesen Angriff protestierten. Hans-Christian Ueberschaer bat die beiden Demonstranten in die Botschaft zu einem eineinhalbstündigen Gespräch.
2000 wurde Ueberschaer in den Ruhestand versetzt und übernahm die Pekinger Filiale einer Rechtsanwalts-Sozietät.

## Veröffentlichungen
- Deutsch-chinesische Wirtschaftsbeziehungen im Spiegel von Marktöffnung und sich anpassenden Unternehmensstrategien. Österreichische Außenhandelsstelle (AHST) Peking - CHINA Nachrichten, 4/1999, S. 29 ff.